# Crystal Palace Baltimore
Maillots
Le Crystal Palace Baltimore est une ancienne franchise soccer basée à Baltimore aux États-Unis qui évoluait en USSF D2 Pro League. Il a suspendu ses activités à la fin de la saison 2010 et ne participe à aucun championnat en 2011.

## Historique
- 2006 : création le 5 mai 2006 par le président du club anglais de Crystal Palace
- 2007 : première saison en seconde division de l'USL (D3 nord-américaine)
- 2010 : le club rejoint l'USSF D2 Pro League (D2 nord-américaine)
- Le 3 décembre 2010 après la pire saison de son histoire, le club annonce la fin de son partenariat avec le Crystal Palace anglais et qu'il n'alignera pas d'équipe pour la saison 2011 de NASL pour cause de réorganisation. Le club devrait changer de nom et de couleur avant de réintégrer la NASL en 2012 mais aucune suite n'est donnée.

### Bilan par saison
| Saison | Niv. | Saison régulière | Saison régulière | Saison régulière | Saison régulière | Saison régulière | Saison régulière | Saison régulière | Position | Position | Séries éliminatoires | US Open Cup     | Affl. moy. saison régulière |
| Saison | Niv. | M                | V                | N                | D                | BP               | BC               | Pts              | Conf.    | Ligue    | Séries éliminatoires | US Open Cup     | Affl. moy. saison régulière |
| ------ | ---- | ---------------- | ---------------- | ---------------- | ---------------- | ---------------- | ---------------- | ---------------- | -------- | -------- | -------------------- | --------------- | --------------------------- |
| 2007   | 3    | 20               | 9                | 5                | 6                | 27               | 20               | 32               | -        | 5e       | Non qualifié         | Premier tour    | 477                         |
| 2008   | 3    | 20               | 11               | 1                | 8                | 30               | 30               | 34               | -        | 4e       | Demi-finale          | Quart de finale | 1 287                       |
| 2009   | 3    | 20               | 6                | 5                | 9                | 16               | 20               | 23               | -        | 6e       | Non qualifié         | Premier tour    | 1 181                       |
| 2010   | 2    | 30               | 6                | 6                | 18               | 24               | 55               | 24               | 6e       | 12e      | Non qualifié         | Premier tour    | 1 073                       |

## Anciens joueurs
- Evan Bush